# Vittorio Sogno
Vittorio Sogno (Spoleto, 24 luglio 1885 – Roma, 1º aprile 1971) è stato un generale e agente segreto italiano, veterano della guerra italo-turca e della prima guerra mondiale.
Tra il 1932 e il 1934 fu comandante del Servizio Informazioni Militare (SIM). Durante il corso della seconda guerra mondiale fu comandante della 20ª Divisione fanteria "Friuli", del VII Corpo d'armata, del XVII Corpo d'armata, del XXX Corpo d'armata e del II Corpo d'armata.

## Biografia
Nacque a Spoleto il 24 luglio 1885. Dopo aver frequentato la Regia Accademia di Artiglieria e Genio di Torino ne uscì con il grado di sottotenente dell'arma del genio nel 1904, assegnato al 3º reggimento genio. Passato al 2º reggimento genio nel 1912, come ufficiale di Stato maggiore partecipò alla guerra italo-turca del 1911-1912 e alla prima guerra mondiale, formalmente assegnato al comando del I corpo di Torino.
Tenente colonnello nel corpo di stato maggiore (anzianità 7 ottobre 1917), fu capo sezione dello SM centrale sino al 1º maggio 1924 ed effettivo al 7º raggruppamento genio, dal 30 giugno 1924 e all'8º reggimento genio, dal 20 ottobre 1926.
Promosso colonnello l'8 maggio 1927, dal seguente 1º gennaio 1928 fu nominato comandante dell'11º reggimento genio.
Sogno s'avvicinò quindi al mondo dell'intelligence e tra il 1932 e il 1934, fu alla guida del Servizio Informazioni Militare (SIM), dello stato maggiore del Regio esercito. Fu poi comandante del genio del Corpo d'armata di Firenze e in seguito, promosso generale di brigata il 16 giugno 1935, fu vicecomandante della 126ª Divisione fanteria "Assietta" II, partecipando marginalmente alla guerra d'Etiopia.
Promosso generale di divisione il 21 novembre 1937, l'anno successivo divenne comandante della 20ª Divisione fanteria "Curtatone e Montanara", in seguito ridenominata 20ª Divisione fanteria "Friuli" nel 1939, alla sua guida partecipò alle prime operazioni belliche dopo l'entrata in guerra del Regno d'Italia, avvenuta il 10 giugno 1940. Lasciato il comando della divisione il 31 agosto dello stesso anno, il giorno successivo passò alla guida (facente funzioni) del VII Corpo d'armata di Firenze sino al 14 aprile 1941, transitando poi al Ministero della guerra ed al comando del XVII Corpo d'armata a Roma per riprendere poco dopo, il 3 novembre 1941, il comando del VII Corpo d'armata che mantenne fino al 9 giugno 1942, quando fu rinominato XXX.
Elevato al grado di generale di corpo d'armata il 1º gennaio 1942, dopo aver assunto il comando del corpo di spedizione (XXX corpo d'armata, già VII) che in agosto avrebbe dovuto conquistare l'isola di Malta (Operazione C3), tra il novembre 1942 e l'8 maggio 1943 fu ancora al comando del XXX Corpo d'armata, ora operante in Tunisia.  Sfuggito alla resa delle armate dell'Asse in Tunisia, con uno degli ultimi voli per Castelvetrano l'8 maggio, dal 5 luglio al 1º settembre seguente fu comandante del II Corpo d'armata a Siena, poi sostituito dal generale Gervasio Bitossi.
Designato, dal 9 settembre, ad assumere il comando della 9ª Armata a Tirana (Albania), in sostituzione del generale Lorenzo Dalmazzo, ne fu impedito il trasferimento per la proclamazione dell'armistizio dell'8 settembre 1943, che lo colse di sorpresa a Roma poche ore prima della partenza.
Qui si dedicò, insieme ai generali Giacomo Carboni e Antonio Sorice, ad organizzare un tentativo di sostituire come capo del governo il Maresciallo d'Italia Pietro Badoglio con il parigrado Enrico Caviglia. Nel tentativo di organizzare la difesa della Capitale, divenne Capo di stato maggiore, ombra del Maresciallo Caviglia, tentando di avviare trattative coi tedeschi, poi rese vane dallo svolgersi degli eventi.
Nel 1944 fu presidente del Tribunale supremo militare per le terre liberate. Va in congedo nel 1947. Autore, fra l'altro, di una documentata storia del XXX Corpo d'Armata che si fece onore nell'ultima battaglia italiana in Africa settentrionale, morì nel 1971.

## Pubblicazioni
- Il XXX Corpo d'Armata Italiano in Tunisia, Ufficio Storico Stato Maggiore Esercito, Roma, 1952.